# N.L.O
N.L.O. (ros. Н.Л.О) – studyjny album rosyjskiego muzyka Dawida Tuchmanowa i jedyny album zespołu Moskwa wydany w 1982 roku.
W styczniu 1981 roku Dawid Tuchmanow założył zespół rockowy Moskwa. Skład zespołu obejmował muzyków WIA Nadieżda – gitarzystę Aleksieja Biełowa, perkusistę Dmitrija Sieriebrjakowa, który grali w tym zespole zaledwie sześć miesięcy oraz wokalistę i gitarzystę rytmicznego Nikołaja Noskowa. 
Album ukazał się wielokrotnie w wersji pirackiej na płycie CD-ROM (w początkowym sukcesie Gorky Park, popularność Nikołaja Noskowa podniosła zainteresowanie nią). W 2007 roku firma Bomba Music wydała ponownie album na płycie CD legalnie (wraz ze wzrostem głośności wokalu) oraz dodatkowymi utworami (XXIII wiek i Nocz).

## Lista utworów
Opracowano na podstawie materiału źródłowego
1. „Н.Л.О.” (N.L.O.)  — 5:25
2. „Игра в любовь” (Igra w lubow') — 6:30
3. „Миллион лет до нашей эры” (Million liet do naszej ery) — 6:00
4. „Грибной дождь” (Gribnoj dożd') — 5:28
5. „Ну и дела!” (Nu i dieła) — 4:43
6. „Волшебная комната” (Wołszebnaja komnata) — 5:25
7. „Поединок” (Pojedinok) — 5:32
8. „XXIII век” (XXIII wiek)
9. „Ночь” (Nocz)